# Prosopeia
Prosopeia is een geslacht van vogels uit de familie Psittaculidae (papegaaien van de Oude Wereld).

## Soorten
Het geslacht kent de volgende soorten:
- Prosopeia personata – Maskerparkiet
- Prosopeia splendens – Kandavuparkiet
- Prosopeia tabuensis – Pompadourparkiet